# Catherine Zuber
Catherine Zuber (Londra, 1951) è una costumista inglese naturalizzata statunitense.

## Biografia
Nata e cresciuta in Inghilterra, Catherine Zuber si è trasferita negli Stati Uniti all'età di nove anni con la famiglia. Dopo aver studiato all'Università Yale debuttò come costumista nel 1984. Da allora ha curato i costumi di opere teatrali, musical e opera a Broadway e Londra e per il suo lavoro è stata candidata a sedici Tony Award ai migliori costumi e ne ha vinti otto.

## Teatro
- Chopin in Space, Ark Theatre di New York (1985)
- Brand, East 13th Street di New York (1985)
- Frankenstein, East 13th Street di New York (1985)
- The Red Shoes, Gershwin Theatre di Broadway (1993)
- I due gentiluomini di Verona, Delacorte Theater di New York (1994)
- Philadelphia, Here I Come!, Criterion Center Stage Right (1994)
- Il mercante di Venezia, Public Theater di New York (1995)
- La rosa tatuata, Circle in the Square Theatre di Broadway (1995)
- Silence, Cunning, Exile, Public Theater di New York (1995)
- Jack's Holiday, Playwrights Horizons di New York (1995)
- Troilo e Cressida, Delacorte Theater di New York (1995)
- The Grey Zone, MCC Theater di New York (1996)
- Re Lear, Public Theater di New York (1996)
- Cowgirls, Minetta Lane Theatre di New York (1996)
- Nightmare Alley, Primary Stages di New York (1996)
- Violet, Playwrights Horizons di New York (1997)
- London Assurance, Criterion Center Stage Right di Broadway (1997)
- Misalliance, Laura Pels Theater di New York (1997)
- Triumph of Love, Royale Theatre di Broadway (1997)
- Ivanov, Vivian Beaumont Theatre di Broadway (1997)
- Anadarko, MCC Theater di New York (1998)
- The Sound of Music, Martin Beck Theatre di Broadway (1998)
- La dodicesima notte, Vivian Beaumont Theatre di Broadway (1998)
- The Primary English Class, Minetta Lane Theater di New York (1998)
- Captains Courageous, The Musical, City Center di New York (1999)
- An Experiment with an Air Pump, City Center di New York (1999)
- Saturday Night, Second Stage Theater di New York (2000)
- Time and Again, City Center di New York (2001)
- Saved, American Place Theater di New York (2001)
- Servicemen, Theater at St. Clement's Church di New York (2001)
- Otello, Public Theater di New York (2001)
- Dinner at Eight, Vivian Beaumont Theatre di Broadway (2002)
- Andorra, Lucille Lortel Theatre di New York (2002)
- Boys and Girls, The Duke on 42nd Street di New York (2002)
- Play Yourself, Century Center for the Performing Arts di New York (2002)
- Far Away, New York Theatre Workshop di New York (2002)
- The Mercy Seat, Arcon Theatre di New York (2003)
- Giulio Cesare, Lucille Lorter Theatre di New York (2003)
- The Harlequin Studies, Peter Norton Space di New York (2003)
- The Beard of Avon, New York Theatre Workshop (2003)
- The Regard Evening, Peter Norton Space di New York (2003)
- Frozen, East 13th Street di New York e Circle in the Square Theatre (2004)
- Intimate Apparel, Laura Pels Theatre di New York (2004)
- Engaged, Lucille Lortel Theatre di New York (2004)
- Last Easter, Lucille Lorter Theatre di New York (2004)
- Five by Tenn, City Center di New York (2004)
- Dracula, the Musical, Belasco Theatre di Broadway (2004)
- Il dubbio, City Center di New York (2004)
- The Paris Letter, Laura Pels Theatre di New York (2005)
- Little Women, Virginia Theatre di Broadway (2005)
- The Light in the Piazza, Lincoln Center di Broadway (2005)
- A Naked Girl on the Appian Way, American Airlines Theater di Broadway (2005)
- In My Life, Music Box Theatre di Broadway (2005)
- Marina, Booth Theatre di Broadway (2005)
- Defiance, City Center di New York (2006)
- The Coast of Utopia, Lincoln Center di Broadway (2006)
- The House in Town, Lincoln Center di New York (2006)
- Pene d'amor perdute, Royal Shakespeare Theatre di Stratford (2006)
- Howard Katz, Laura Pels Theatre di New York (2007)
- Mauritius, Biltmore Theatre di Broadway (2007)
- South Pacific, Lincoln Center di Broadway (2008)
- Cry-Baby, Marquis Theatre di Broadway (2008)
- Un uomo per tutte le stagioni, American Airlines Theatre di Broadway (2008)
- Farragut North, Linda Gross Theater di New York (2008)
- Prayer for My Enemy, Playwrights Horizons di New York (2009)
- The Heart Is a Lonely Hunter, New York City Workshop di New York (2009)
- A Line of the Mind, Acorn Theatre di New York (2010)
- The Whipping Man, City Center di New York (2011)
- Death Takes a Holiday, Laura Pels Theatre di New York (2011)
- Blood and Gifts, Mitzi E. Newhouse Theater di New York (2011)
- Clive, Acorn Theatre di New York (2013)
- Far From Heaven, Playwrights Horizons di New York (2013)
- Ode to Joy, Cherry Lane Theatre di New York (2014)
- The City of Conversation, Mitzi E. Newhouse Theater di New York (2014)
- The King and I, Lincoln Center di Broadway (2015)
- Incognito, City Center di New York (2016)
- Oslo, Mitzi E. Newhouse TheaterNote di New York (2016)
- War Paint, Nederlander Theatre di Broadway (2017)
- Dan Cody's Yatch, City Center di New York (2018)
- The Hard Problem, Mitzi E. Newhouse Theater di New York (2018)
- My Fair Lady, Lincoln Center di Broadway (2018)
- Moulin Rouge!, Broadhurst Theatre di Broadway (2019)
- Mrs Doubtfire, Stephen Sondheim Theatre di Broadway (2022)
- Just in Time, Circle in the Square Theatre di Broadway (2025)